# 吾妻徳穂 (初代)
初代 吾妻 徳穂（あづま とくほ、1909年2月15日 - 1998年4月23日）は、日本の舞踊家。吾妻流家元・宗家。日本芸術院会員。東京出身。

## 経歴
- 1909年2月15日 十五代目市村羽左衛門と、芸妓で舞踊家の藤間政弥の間の娘（庶子）として東京に生まれる。父方の祖父はチャールズ・ルジャンドル。
（以上は通説で、田村成義『演芸逸史無線電話』に、藤間政弥がお竜と名のって歌舞伎座社長だった大河内輝剛の愛人であったことが書かれており、二代目市川猿之助も、大河内がほどなくがんに倒れた時、政弥に電話をかけたとあるので、実際の父は大河内であろうとする説もある。里見弴は『羽左衛門伝説』で、羽左衛門の父がルジャンドルであることを明らかにした上、徳穂が羽左衛門の子だというのは疑わしいとしている。小谷野敦『弁慶役者　七代目松本幸四郎』（青土社）にもこのことが書いてある。）
- 1928年 19歳の時、隣の楽屋にいた三代目坂東鶴之助（のち四代目中村富十郎）と恋仲になり、駆け落ち結婚する。
- 1930年 春藤会を結成。
- 1933年 藤間 春枝（ふじま はるえ）の名で舞踊家活動していたが、吾妻流を再興、家元となり、吾妻 春枝（あづま はるえ）と改名した。この間二男を儲ける。
- 1939年 30歳の時に内弟子の佐藤光次郎（藤間万三哉）と恋仲になり駆け落ちする。
- 1939年 吾妻流宗家を継ぐ（宗家と家元は異なる）。
- 1942年 吾妻徳穂と改名。
- 1950年 長男の吾妻徳隆（歌舞伎役者としては五代目中村富十郎）が吾妻流家元となる。
- 1954年 一座とともに渡米。ニューヨークなど7つの都市で『アズマ・カブキ』を銘打った歌舞伎スタイルの舞踏劇を上演して評判となる[2]。その後は、1956年まで欧米十数カ国・四十数都市で公演した。
- 万三哉と離婚。
- 1965年 『道成寺三趣』で高い評価を受ける。
- 1968年 長男・吾妻徳隆（歌舞伎役者としては五代目中村富十郎）が家元を母徳穂に返還。
- 1978年 次男・山田元靖の娘・吾妻徳彌が家元となった。
- 1992年 NHK古典芸能鑑賞会で、武原はん、藤間藤子と荻江節の「松竹梅」を披露。
- 1998年4月23日 病没。享年89。

## 代表作
- 『時雨西行』
- 『赤猪子』
- 『藤戸の浦』

などがある。

## 受賞・栄典
- 1967年 - 日本芸術院賞受賞
- 1976年 - 紫綬褒章受章
- 1982年 - 勲四等宝冠章受章
- 1986年 - 日本芸術院会員
- 1991年 - 文化功労者

## 著書
- 『世界に踊る』（角川書店、1957）
- 『おどり』（邦楽と舞踊出版部、1967）
- 『女でござる』（読売新聞社、1978）、自伝
- 『踊って躍って八十年 － 想い出の交遊記』（読売新聞社、1988）、自伝
- 『女三昧芸三昧　如是の華』（婦人画報社「女の自叙伝」、1990）

## テレビ出演
- 第7回NHK紅白歌合戦（NHK） - 審査員
- 一枚の写真（フジテレビ）